# Ročuga
La Ročuga (in russo Рочуга?) è un fiume della Russia europea settentrionale, ramo sorgentizio di destra della Pëza (bacino idrografico del Mezen'). Scorre nei rajon Lešukonskij e Mezenskij dell'Oblast' di Arcangelo.
Il fiume ha origine tra le paludi nella parte centrale dei Timani e scorre in direzione settentrionale in un'area disabitata, nell'ultimo tratto vira a sud-ovest. Unendosi alla Bludnaja dà origine al fiume Pëza. Ha una lunghezza di 152 km, il suo bacino è di 1 440 km².